# Alvin York
Alvin Cullum York (ur. 13 grudnia 1887 w Pall Mall w stanie Tennessee, zm. 2 września 1964 w Nashville) – żołnierz Armii Stanów Zjednoczonych, bohater I wojny światowej. Odznaczony Medalem Honoru Kongresu za atak na niemieckie pozycje 8 października 1918, podczas którego uciszył 32 karabiny maszynowe, zabił 28 niemieckich żołnierzy i wziął do niewoli 132. Akcja miała miejsce podczas ofensywy Moza-Argonny, która była częścią ofensywy granicznej wojsk Ententy, zaplanowanej przez marszałka Ferdinanda Focha, mającej na celu przełamanie linii Hindenburga i zmuszenie wojsk niemieckich do kapitulacji.
Alvin York urodził się w Pall Mall, w stanie Tennessee, jako trzecie z jedenastu dzieci Mary Elizabeth Brooks i Williama Yorka. Rodzina Yorków była pochodzenia angielsko-irlandzkiego, w ich żyłach płynęła też krew indiańskich plemion Czoktawów i Czirokezów.
Yorkowie mieszkali w rejonie Indian Creek w hrabstwie Fentress. Rodzina była uboga, głowa rodziny, William York, dorabiał jako kowal. Poza kowalstwem ojciec wraz synami zajmowali się uprawą ziemi na własne potrzeby, zaś matka własnoręcznie szyła ubrania dla rodziny. Dzieci były posyłane do szkoły jedynie przez trzy zimowe miesiące, pozostałą część roku poświęcały pracy na rodzinnej farmie.
Po śmierci Williama Yorka w 1911 Alvin, jako najstarszy z rodzeństwa, zaczął pomagać matce w opiece i wychowaniu młodszych dzieci. Mimo że starał się poświęcać rodzinie, kilka lat przed wojną wpadł w alkoholizm i ujawnił swe skłonności do agresji, często uczestnicząc w barowych bójkach. Matka, jako członkini kościoła protestanckiego, który zabraniał stosowania przemocy, starała się namówić syna do zmiany postępowania, ale bez efektów. Alvin diametralnie zmienił swoje zachowanie, został abstynentem i wyrzekł się przemocy, dopiero gdy podczas jednej z bójek, w której brał udział, zabity został jego przyjaciel.
W 2019 szwedzki zespół Sabaton wydał na płycie The Great War utwór "82nd All The Way" upamiętniający sierżanta Yorka.

## I wojna światowa

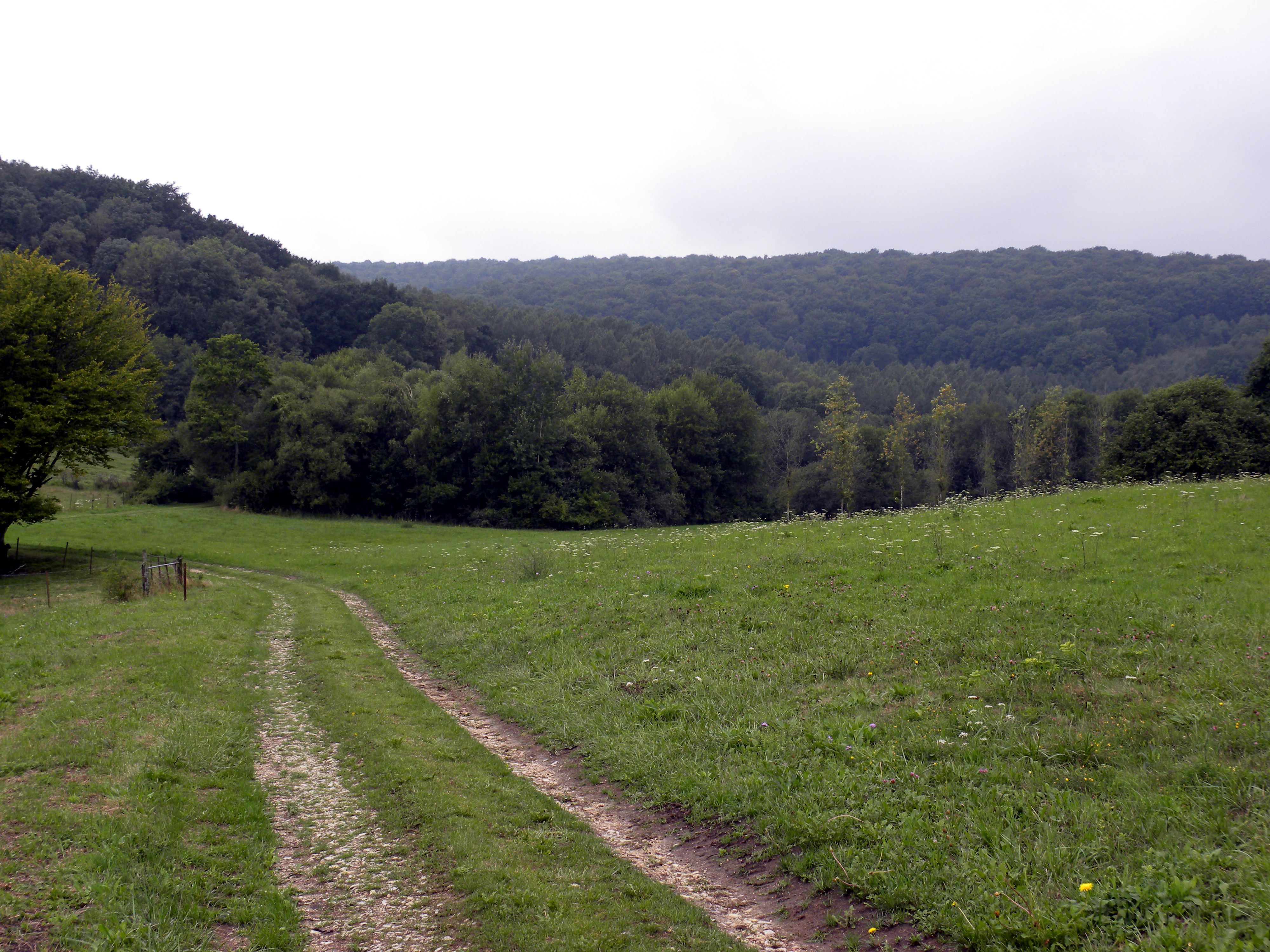
Chatel Chéhéry

5 czerwca 1917, w wieku 29 lat Alvin York dostał wezwanie do rejestracji poborowych w związku z zaangażowaniem USA w wojnę w Europie. Od tego dnia, aż do powrotu z wojska 29 maja 1919 pisał dziennik.
York należał do chrześcijańskiego Kościoła Chrystusowego Unii Chrześcijan, które to wyznanie, mimo że nie miało jednoznacznej doktryny pacyfistycznej, to sprzeciwiało się przemocy i toczeniu wojen. Alvin zgłosił podczas poboru, że przekonania religijne nie pozwalają mu służyć w wojsku, ale jego podanie o zwolnienie ze służby zostało odrzucone. W swoich pamiętnikach przedstawił to w innym świetle, pisząc, że podczas pobytu w obozie przejściowym nie podpisał papierów, zwalniających go ze służby, co wynikać miało z jego przekonania (powszechnego wówczas w USA), że ta właśnie Wielka Wojna ma być ostatnią w dziejach ludzkości, ma zakończyć wszelkie konflikty i zapobiec następnym.
York rozpoczął służbę w kompanii G, 328 Pułku Piechoty, 82 Dywizji Piechoty w Camp Gordon w stanie Georgia. Dyskusje na tematy biblijne z dowódcą kompanii G, kapitanem Edwardem C.B. Danforthem i dowódcą batalionu, majorem Gonzalo E. Buxtonem utwierdziły Yorka w przekonaniu, że wojna może być usprawiedliwiona.
Podczas ataku jego batalionu w celu zniszczenia niemieckich pozycji wzdłuż linii kolejowej Decauville na północ od Chatel-Chehery we Francji 8 października 1918 York swoim zachowaniem zasłużył na Medal Honoru Kongresu.
Atak swojego batalionu na zajęte przez Niemców wzgórze opisywał tak:

Niemcy przygwoździli nas. Po prostu zatrzymali nas w okopach. Ich karabiny maszynowe były na wzgórzu, musieliśmy pozostać w ukryciu i przez to nie byliśmy pewni skąd ten morderczy ogień jest prowadzony... I powiem wam, że strzelali dobrze. Nasi chłopcy padali jak ścięte zboże. Nasz atak się załamał. I leżeliśmy tak w połowie drogi a niemieckie karabiny maszynowe i większe pociski dawały nam się we znaki.

Czterech podoficerów i trzynastu szeregowców pod dowództwem plutonowego Bernarda Early'ego dostało rozkaz przeniknięcia niemieckich linii i zlikwidowania gniazd karabinów maszynowych. Grupa przedarła się za niemieckie linie i opanowała punkt dowodzenia niemieckiej jednostki, biorąc do niewoli dużą liczbę Niemców, którzy przygotowywali się właśnie do kontrataku na pozycje amerykańskie. Ludzie Early'ego zajmowali się grupowaniem jeńców, gdy nagle ogień broni maszynowej pokrył teren, zabijając sześciu Amerykanów: kaprala Murraya Savage’a, szeregowych: Maryana E. Dymowskiego, Ralpha E. Weilera, Freda Waringa, Williama Winsa i Walter E. Swansona oraz raniąc trzech innych: plutonowego Early'ego, kaprala Williama S. Cuttinga i szeregowego Maria Muzziego. Ogień pochodził z niemieckich karabinów maszynowych na grzbiecie wzgórza, które zwróciły się w kierunku opanowanego przez Amerykanów własnego punktu dowodzenia. Utrata dziewięciu ludzi sprawiła, że najstarszy rangą Alvin York przejął dowodzenie nad siedmioma pozostałymi przy życiu szeregowcami: Josephem Kornackim, Percym Beardsleyem, Feodorem Sokiem, Thomasem C. Johnsonem, Michaelem A. Sacciną, Patrickiem Donohue i George’em W. Willsem. Podczas, gdy jego ludzie pozostali w ukryciu strzegąc jeńców, York przemieścił się na pozycję, z której mógł uciszyć karabiny maszynowe.

Te karabiny maszynowe pluły ogniem i strasznie cięły poszycie leśne wokół mnie, a Niemcy wywrzaskiwali rozkazy. Nigdy w życiu nie słyszeliście takiego jazgotu. Nie miałem czasu przemykać się między drzewami, czy nurkować w krzakach… Jak tylko karabiny maszynowe zaczęły do mnie strzelać, ja zacząłem wymieniać z nimi ogień. Było ich ponad trzydzieści w ciągłej akcji i jedyne co mogłem robić, to zdejmować Niemców tak szybko, jak mogłem. Celnie strzelałem… Cały czas wrzeszczałem by zeszli do mnie na dół. Nie chciałem zabijać więcej, niż to było konieczne, ale to była sytuacja: „oni, albo ja”. I dawałem im popalić najlepiej jak mogłem.

Podczas ataku grupa ośmiu niemieckich żołnierzy, zalegających w okopie blisko pozycji Yorka dostała rozkaz by zaatakować go bagnetami. York wystrzelał do nich cały magazynek swego karabinu, po czym wyciągnął pistolet i zastrzelił wszystkich ośmiu żołnierzy, zanim dobiegli do niego.
Jeden z jeńców Yorka, dobrze mówiący po angielsku porucznik Paul Jürgen Vollmer z 1. Batalionu 120 Württemberskiego Pułku Piechoty opróżnił magazynek swego pistoletu, starając się zabić Yorka, który ostrzeliwał gniazda karabinów maszynowych. Nieudana próba zabicia Yorka i rosnące straty Niemców sprawiły, że porucznik Vollmer zaoferował poddanie oddziału Yorkowi, który chętnie się zgodził. Po zakończeniu starcia York i jego siedmiu ludzi odprowadzili na pozycje amerykańskie 132 niemieckich jeńców. Jego działania uciszyły niemieckie karabiny maszynowe i pozwoliły 328 Pułkowi Piechoty wznowić atak i przejąć linię kolejową Decauville.
York za swoje bohaterstwo otrzymał Krzyż za Wybitną Służbę, który został zastąpiony najwyższym odznaczeniem wojskowym USA, Medalem Honoru Kongresu, wręczonym Yorkowi przez dowódcę Amerykańskich Sił Ekspedycyjnych – generała Johna J. Pershinga. Republika Francuska przyznała Yorkowi Krzyż Wojenny oraz Legię Honorową. Włochy i Czarnogóra także odznaczyły Yorka odpowiednio Krzyżem Wojennym i Medalem Wojennym.
York podczas akcji w dniu 8 października był kapralem. Podczas odznaczania został w uznaniu zasług awansowany na plutonowego.
O swym wyczynie York rozmawiał w roku 1919 z dowódcą swojej dywizji, generałem George’em B. Duncanem i powiedział, że „siła wyższa niż ludzka przyglądała mi się, prowadziła mnie i mówiła co czynić”.
Oficjalne uzasadnienie przyznania Medalu Honoru brzmiało: Po tym jak jego pluton odniósł ciężkie straty i został pozbawiony trzech podoficerów, kapral York przejął dowodzenie. Dowodząc  siedmioma ludźmi bez strachu zaatakował gniazdo karabinu maszynowego, które prowadziło ciągły, śmiertelny ogień na jego pluton. W jego bohaterskim wyczynie zajęta została pozycja karabinów maszynowych wraz ze 128 ludźmi, 4 oficerami i ich bronią.

## Po wojnie
7 czerwca 1919 York ożenił się z Gracie Williams. Mieli siedmioro dzieci.
York ufundował Instytut Rolniczy Alvina C. Yorka, prywatną średnią szkołę rolniczą w Jamestown w stanie Tennessee, która stała się szkołą stanową. Szkoła ta może się obecnie pochwalić najwyższym wśród wszystkich szkół średnich stanu Tennessee odsetkiem promowanych absolwentów.
Na motywach jego biografii Howard Hawks nakręcił w 1941 film Sierżant York. W roli tytułowej wystąpił Gary Cooper, nagrodzony Oscarem.
Podczas II wojny światowej York zgłosił się do służby w piechocie, ale nie przyjęto go z racji wieku. Zamiast tego zajął się wspieraniem wysiłku wojennego poprzez wystąpienia publiczne i reklamowanie obligacji wojennych. Był przekonany, że stan Tennessee potrzebuje rezerwowych sił zbrojnych i aktywie włączył się w tworzenie Gwardii Stanowej Tennessee, w której potem służył jako pułkownik, dowodząc 7 Pułkiem Piechoty.
Alvin York zmarł w Szpitalu Weteranów w Nashville 2 września 1964, został pochowany na cmentarzu Wolf River w Pall Mall.